# Shaggy & Scooby Doo Get a Clue!
Shaggy & Scooby Doo Get a Clue! deseti je animirani serijal iz serije Scooby Doo. Stvoren je u studiju Warner Bros. i premijerno prikazivan na programu Kids' WB (The WB) od 2006. do 2008. godine. Uključuje 26 epizoda raspoređenih u 2 sezone (13 + 13). Serija prati Shaggya i Scooby Dooa koji se u potrazi za Shaggyjevim ujakom Albertom suočavaju s glavnim negativcem - zlim Dr. Phineusom Phibesom. Fred, Velma i Daphne pojavljuju se samo u dvije epizode.
U Hrvatskoj se na Novoj TV i Domi TV serijal bez sinkronizacije prikazivao pod naslovom Shaggy i Scooby Doo

## Glasovi
- Frank Welker kao Scooby Doo i Fred Jones
- Scott Menville kao Shaggy Rogers i Dr. Trebla
- Jim Meskimen kao Robi i Agent #1
- Casey Kasem kao Dr. Albert Shaggleford
- Jeff Bennett kao Dr. Phineus Phibes i Agent #2
- Mindy Cohn kao Velma Dinkley
- Grey DeLisle kao Daphne Blake

## Popis epizoda
| Broj         | Originalni naziv                       |
| PRVA SEZONA  | PRVA SEZONA                            |
| ------------ | -------------------------------------- |
| 01           | Shags To Riches                        |
| 02           | More Fondue for Scooby-Doo             |
| 03           | High Society Scooby                    |
| 04           | Party Arty                             |
| 05           | Smart House                            |
| 06           | Lightning Strikes Twice                |
| 07           | Don't Feed The Animals                 |
| 08           | Mystery of the Missing Mystery Solvers |
| 09           | Chefs Of Steel                         |
| 10           | Almost Ghosts                          |
| 11           | Pole To Pole                           |
| 12           | Big Trouble                            |
| 13           | Operation Dog and Hippy Boy            |
| DRUGA SEZONA |                                        |
| 14           | Shaggy and Scooby World                |
| 15           | Almost Purr-fect                       |
| 16           | Inside Job                             |
| 17           | Zoinksman                              |
| 18           | The Many Faces Of Evil                 |
| 19           | Cruisin' For A Bruisin                 |
| 20           | There's A Doctor In The House          |
| 21           | Super Scary Movie Night                |
| 22           | Runaway Robi                           |
| 23           | Don't Get A Big Head                   |
| 24           | Scooby-Dudes                           |
| 25           | Zoinks The Wonderdog                   |
| 26           | Uncle Albert Alert                     |

## DVD izdanja u Hrvatskoj

### Distribucija Continental film
- Vol. 1: Shaggy & Scooby Doo na zadatku![3]